# پلیموث (نیوهمپشایر)
پلیمت (به انگلیسی: Plymouth) شهری در ایالت نیوهمپشایر کشور ایالات متحده آمریکا است که جمعیت آن در سرشماری سال ۲۰۱۰ میلادی، ۴٬۴۵۶ نفر بوده‌است. در اتصال رودخانهٔ پمیجواست (به انگلیسی: Pemigewasset) و رودخانهٔ بیکر (به انگلیسی: Baker) واقع شده‌است. پلیموت قسمتی از منطقه کوه‌های اوایت (به انگلیسی: White Mountains) به‌شمار می‌رود. دانشگاه ایالاتی پلیموت در شهر پلیموت قرار دارد. تقریباً ۶۰۰۰ دانشجو در دانشگاه ایالاتی پلیموت مشغول به درس خواندن هستند. در ایالت نیو هامپشیر فقط دانشگاه ایالتی پلیموت دارای بخش هواشناسی می‌باشد. دانشگاه ایلاتی پلیموت همچنان دارای برنامه‌های کسب و کار و تئاتر و روانشناسی شناخته شده‌ای می‌باشد. شهر پلیموت در سال ۱۷۶۳میلادی تأسیس شد. قبل از آن، این محل مکان روستای بومیان آمریکا بود که در سال ۱۷۱۲میلادی توسط سربازان انگلیسی تخریب شد. بعد از جنگ فرانسویان و سرخپوستان، اهالی مناطق همجوار شهر بوستون در پلیموت ساکن شدند.

## نگارخانه

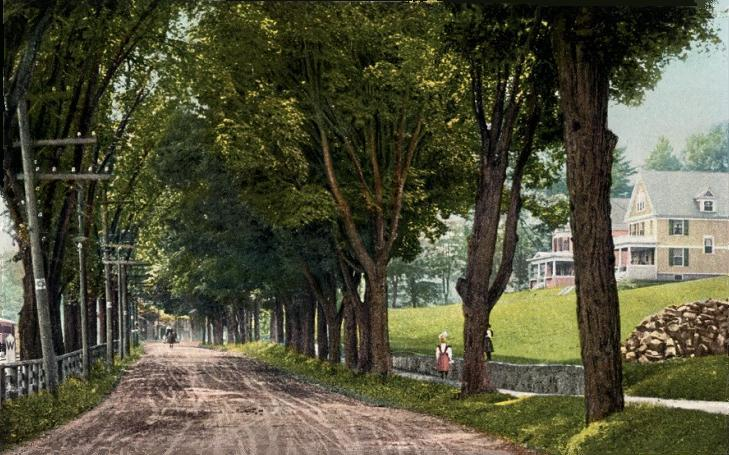
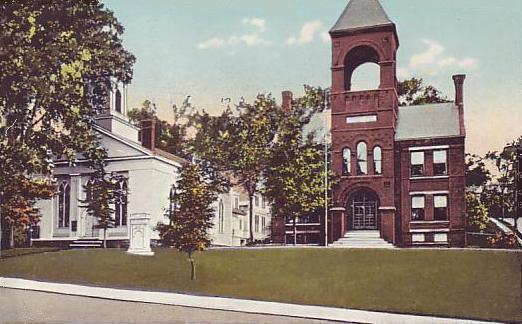
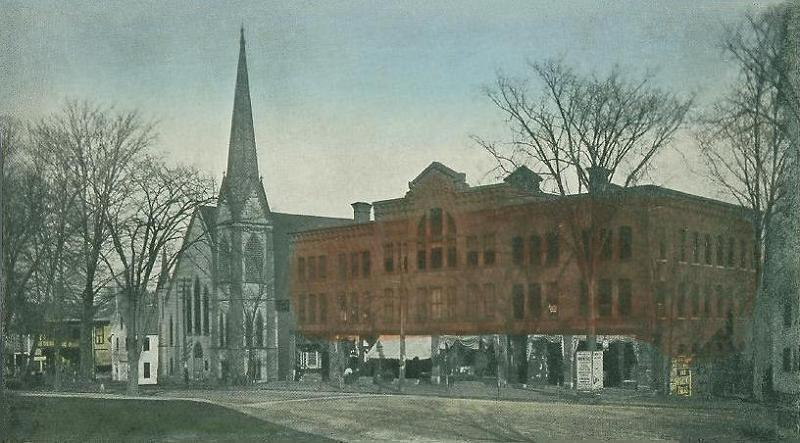
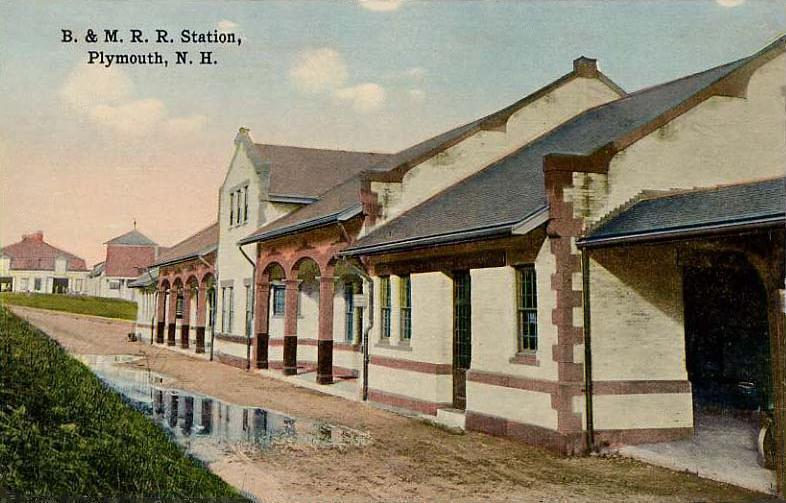